# Résolution 2008 du Conseil de sécurité des Nations unies
Membres permanents
- Chine
- États-Unis
- France
- Royaume-Uni
- Russie

Membres non permanents
- Afrique du Sud
- Allemagne
- Bosnie-Herzégovine
- Brésil
- Colombie
- Gabon
- Inde
- Liban
- Nigéria
- Portugal

Résolution no 2007 Résolution no 2009
La résolution 2008 du Conseil de sécurité des Nations unies a prorogé d'un an le mandat de la Mission des Nations unies au Liberia (MINUL) jusqu'au 30 septembre 2011. Elle a été adoptée à l'unanimité le 16 septembre 2011.

## Résolution
La résolution a été adoptée au titre du chapitre VII de la Charte et a réitéré l'autorisation donnée par le Conseil à la Mission des Nations unies au Libera de continuer à aider le gouvernement libérien à organiser des élections présidentielles et législatives générales en fournissant un soutien logistique, une coordination de l'aide internationale et un soutien aux parties prenantes libériennes.
Le Conseil a exhorté tous les Libériens à permettre un débat politique libre, à garantir un accès illimité aux bureaux de vote et à respecter les résultats. Le Conseil a prié le Secrétaire général de déployer une mission d'évaluation technique après l'investiture du gouvernement élu en 2012 afin de se concentrer sur la transition de sécurité et d'élaborer des propositions de changements de la Mission.
Concernant la coopération entre la MINUL et l'Opération des Nations unies en Côte d'Ivoire (ONUCI), le Conseil a souligné la nécessité pour les deux missions de coordonner leurs stratégies sur la sécurité des frontières, les groupes armés et l'afflux de réfugiés ivoiriens au Libéria, et a demandé au secrétaire général de rendre compte de cet effort.